# Albert Reusch
Albert Carl Reusch (* 18. November 1816 in Königsberg, Preußen; † 21. Juli 1892 in Elbing) war ein deutscher Gymnasiallehrer.

## Leben
Als Sohn eines Apothekers besuchte Albert Reusch das Collegium Fridericianum, von dem er 1836 mit dem Abitur abging. Er immatrikulierte sich an der Albertus-Universität Königsberg für Rechtswissenschaft, wechselte aber nach einem Semester zur Philologie. In den Blättern der Erinnerung (Schmiedeberg) ist ein studentisches Porträtaquarell von ihm erhalten.
Gleich nach der Oberlehrerprüfung promovierte er Ende 1842 zum Dr. phil. Nach Reisen im Sommer und Herbst 1843 kam er Ostern 1844 als Lehrervertreter nach Gumbinnen. Michaelis 1845 wurde er an das Thorner Gymnasium versetzt.
Ostern 1850 als wissenschaftlicher Hilfslehrer nach Gumbinnen zurückgekehrt, wurde er Ostern 1851 an der Friedrichsschule Gumbinnen fest angestellt, zuletzt als 1. ordentlicher Lehrer. Michaelis 1854 wieder nach Westpreußen versetzt, erhielt er am Elbingischen Gymnasium den Charakter als Gymnasialprofessor. Am 1. April 1882 pensioniert, starb er gut drei Monate später im 76. Lebensjahr.

## Schriften (Auswahl)
- Zur Lehre von der Tempusfolge. Elbing 1861[2]
- Wilhelm Gnapheus, der erste Rektor des Elbinger Gymnasiums, 1. Teil. Elbing 1868[2]
- Westpreussen unter polnischem Scepter. Festrede gehalten im Elbinger Gymnasium am 13. Spt.  1872.  In: Altpreußische Monatsschrift. Band 10,  Königsberg 1873, S. 140–154.  .
- Wilhelm Gnapheus, der erste Rektor des Elbinger Gymnasiums, 2. Teil. Elbing 1877[2]